# Boac
Boac là một đô thị hạng 2 ở tỉnh Marinduque, Philippines. Đây là thủ phủ của Marinduque. Theo điều tra dân số năm 2000 của Philipin, đô thị này có dân số 48.504 người trong 9.836 hộ.

## Các đơn vị hành chính
Boac được chia ra 61 barangay.
| - Agot - Agumaymayan - Amoingon - Apitong - Balagasan - Balaring - Balimbing - Balogo - Bangbangalon - Bamban - Bantad - Bantay - Bayuti - Binunga - Boi - Boton - Buliasnin - Bunganay - Maligaya - Caganhao - Canat | - Catubugan - Cawit - Daig - Daypay - Duyay - Ihatub - Isok I - Isok II (Kalamias) - Hinapulan - Laylay - Lupac - Mahinhin - Mainit - Malbog - Malusak - Mansiwat - Mataas Na Bayan - Maybo - Mercado - Murallon | - Ogbac - Pawa - Pili - Poctoy - Poras - Puting Buhangin - Puyog - Sabong - San Miguel - Santol - Sawi - Tabi - Tabigue - Tagwak - Tambunan - Tampus - Tanza - Tugos - Tumagabok - Tumapon |